# Forenede Kreditforeninger
Forenede Kreditforeninger var et dansk realkreditinstitut, som opstod ved fusion 1. januar 1971 som følge af Realkreditloven af 1970. 1. april 1985 blev virksomheden sammen med Jyllands Kreditforening fusioneret til Nykredit.
Forenede Kreditforeninger blev stiftet 1. januar 1971 ved sammenslutning af:
- Kreditforeningen af Grundejere i Kjøbenhavn og Omegn (Københavns Kreditforening)
- Kreditforeningen af Grundejere i Fyns Stift (Fyens Stifts Kreditforening)
- Creditkassen for Landejendomme i Østifterne (Landcreditkassen)
- Kreditforeningen af Ejere af mindre Ejendomme på Landet i Østifterne (Østifternes Husmandskreditforening)

Pr. 1. januar 1972 overtog instituttet desuden Byernes Hypotekforening, der var blevet oprettet 1. april 1965 ved sammenslutning af Københavns Hypotekforening og Østifternes Hypotekforening.
Knud Andersen (1911-1983) var virksomhedens første administrerende direktør indtil 1972, hvor han blev formand for direktionen. Samme år overtog Helge Clausen (1914-1997) direktørposten og havde den indtil 1978, hvor han blev formand for direktionen.
Forenede Kreditforeninger havde til huse i ejendommen Otto Mønsteds Plads 11, som er opført 1909 for Dansk Folkeforsikringsanstalt efter tegninger af af Axel Preisler, og som nu ejes af Nykredit.